# De Kelders
De Kelders (afrikaans, deutsch etwa: „der Keller“) ist ein Küstenort rund 120 km südlich von Kapstadt, der zur Lokalgemeinde Overstrand in der südafrikanischen Provinz Westkap gehört. 2011 hatte der Ort 1070 Einwohner.
Durch zahlreiche natürliche Höhlen ist das Stadtgebiet gewissermaßen weiträumig unterkellert. Eine der Höhlen, die De Kelders den Namen gab, ist die einzige Höhle mit einer Süßwasserquelle unmittelbar an der Küste Afrikas. Sie fördert natürliches Mineralwasser und wurde 1798 entdeckt. Diese Höhle befindet sich unmittelbar unterhalb des De Kelders-Wal-Aussichtspunktes.
Die meisten Höhlen können besucht werden, die Süßwasser-Höhle ist jedoch geschlossen, da sie sich in Privatbesitz befindet. Es leben darin Tausende von Fledermäusen.
Der Ausblick, den man auch von den Höhlen aus hat, reicht über die gesamte Walker Bay. Diese spannt sich von Danger Point (im Nachbarort Gansbaai) über Hermanus bis Hangklip. An klaren Tagen reicht der Blick bis hin zum Kap der Guten Hoffnung.

## Fossilienfunde
Erstmals von 1969 bis 1973 und danach ab 1992 wurden die Höhlen archäologisch erforscht. Dabei wurden Hinweise auf eine Besiedelung vor 60.000 bis 70.000 Jahren in der Epoche des Middle Stone Age entdeckt und insgesamt 27 hominine Fossilien geborgen (24 einzelne Zähne und drei Knochen-Fragmente), die von seinerzeit in der Region lebenden, anatomisch modernen Menschen (Homo sapiens) stammen.